# گریگوری کارمونا
گریگوری کارمونا (انگلیسی: Grégory Carmona؛ زادهٔ ۱۷ ژانویهٔ ۱۹۷۹) بازیکن فوتبال اهل فرانسه است.
از باشگاه‌هایی که در آن بازی کرده‌است می‌توان به باشگاه ورزشی مون‌پلیه اشاره کرد.